# Осьно (Александровський повіт)
Осьно (пол. Ośno) — село в Польщі, у гміні Александрув-Куявський Александровського повіту Куявсько-Поморського воєводства.
Населення — 418 осіб (2011).
У 1975-1998 роках село належало до Влоцлавського воєводства.

## Демографія
Демографічна структура станом на 31 березня 2011 року:
|          | Загалом | Допрацездатний вік | Працездатний вік | Постпрацездатний вік |
| -------- | ------- | ------------------ | ---------------- | -------------------- |
| Чоловіки | 204     | 44                 | 142              | 18                   |
| Жінки    | 214     | 47                 | 131              | 36                   |
| Разом    | 418     | 91                 | 273              | 54                   |